# Corrado II di Babenberg
Corrado di Babenberg (1115 circa – Salisburgo, 29 settembre 1168) fu vescovo di Passavia come Corrado I e, col nome di Corrado II, arcivescovo di Salisburgo.

## Biografia
Apparteneva alla potente stirpe dei Babenberg, e in quanto terzultimo figlio del margravio Leopoldo III di Babenberg e di Agnese di Waiblingen era fratello del cronista e vescovo Ottone di Frisinga, e del conte palatino Enrico II di Babenberg, e fratellastro per parte di madre dell'imperatore Corrado III di Svevia.
Nel 1140 divenne decano della cattedrale di Utrecht e nel 1143 di quella di Hildesheim. Nel 1148 fu eletto, col nome di Corrado I, vescovo di Passavia.
Nel 1159 concesse ai cittadini di Sankt Pölten un privilegio giurisdizionale che è probabilmente il più antico caso di riconoscimento di diritti cittadini in ambito austriaco.
Uomo di Chiesa dotto e pio, il 29 giugno 1164 fu eletto arcivescovo di Salisburgo. Durante lo scisma seguito al conclave del 1159, assunse una posizione prudente e non espresse aperto sostegno a papa Alessandro III, contrariamente alla maggioranza dei membri del capitolo della sua cattedrale e dei ministeriali di Salisburgo.
Parimenti rifiutò di riconoscere l'antipapa Pasquale III, entrando così in conflitto con Federico Barbarossa, perché l'imperatore non gli aveva concesso il riconoscimento dei diritti secolari sulla sua diocesi. Più volte l'imperatore lo sollecitò ad unirsi al suo partito. A Norimberga, nel 1166, Corrado fu accusato di aver illegalmente preso possesso del suo arcivescovado, tuttavia non venne sul momento emessa alcuna condanna; ma il 29 marzo 1166 l'imperatore decretò l'esecuzione del provvedimento di bando da Salisburgo per l'arcivescovo.
Corrado morì il 29 settembre 1168, poco dopo il ritorno in Germania del Barbarossa dalla sua quarta discesa in Italia.

## Ascendenza
|                            |                    |                       | Genitori                 |  |  | Nonni |  |  | Bisnonni             |  |  | Trisnonni              |  |
|                            |                    |                       |                          |  |  |       |  |  | Ernesto di Babenberg |  |  | Adalberto di Babenberg |  |
|                            |                    |                       |                          |  |  |       |  |  | Ernesto di Babenberg |  |  | Adalberto di Babenberg |  |
|                            |                    | Frozza Orseolo        |                          |  |  |       |  |  | Ernesto di Babenberg |  |  |                        |  |
| Leopoldo II di Babenberg   |                    |                       |                          |  |  |       |  |  | Ernesto di Babenberg |  |  |                        |  |
|                            |                    | Adelaide di Eilenburg | Dedi I di Lusazia        |  |  |       |  |  |                      |  |  |                        |  |
|                            |                    | Adelaide di Eilenburg | Dedi I di Lusazia        |  |  |       |  |  |                      |  |  |                        |  |
|                            |                    | Adelaide di Eilenburg | Oda di Lusazia           |  |  |       |  |  |                      |  |  |                        |  |
| Leopoldo III di Babenberg  |                    | Adelaide di Eilenburg |                          |  |  |       |  |  |                      |  |  |                        |  |
|                            |                    | Rapoto IV di Cham     | …                        |  |  |       |  |  |                      |  |  |                        |  |
|                            |                    | Rapoto IV di Cham     | …                        |  |  |       |  |  |                      |  |  |                        |  |
|                            |                    | Rapoto IV di Cham     | …                        |  |  |       |  |  |                      |  |  |                        |  |
| Ida di Formbach-Ratelnberg |                    | Rapoto IV di Cham     |                          |  |  |       |  |  |                      |  |  |                        |  |
|                            |                    | Mathilde              | …                        |  |  |       |  |  |                      |  |  |                        |  |
|                            |                    | Mathilde              | …                        |  |  |       |  |  |                      |  |  |                        |  |
|                            |                    | Mathilde              | …                        |  |  |       |  |  |                      |  |  |                        |  |
| Corrado II di Babenberg    |                    | Mathilde              |                          |  |  |       |  |  |                      |  |  |                        |  |
|                            | Enrico III il Nero | Corrado II il Salico  |                          |  |  |       |  |  |                      |  |  |                        |  |
|                            | Enrico III il Nero | Corrado II il Salico  |                          |  |  |       |  |  |                      |  |  |                        |  |
|                            | Enrico III il Nero | Gisella di Svevia     |                          |  |  |       |  |  |                      |  |  |                        |  |
| Enrico IV di Franconia     | Enrico III il Nero |                       |                          |  |  |       |  |  |                      |  |  |                        |  |
|                            |                    | Agnese di Poitou      | Guglielmo V di Aquitania |  |  |       |  |  |                      |  |  |                        |  |
|                            |                    | Agnese di Poitou      | Guglielmo V di Aquitania |  |  |       |  |  |                      |  |  |                        |  |
|                            |                    | Agnese di Poitou      | Agnese di Borgogna       |  |  |       |  |  |                      |  |  |                        |  |
| Agnese di Waiblingen       |                    | Agnese di Poitou      |                          |  |  |       |  |  |                      |  |  |                        |  |
|                            |                    | Oddone di Savoia      | Umberto I Biancamano     |  |  |       |  |  |                      |  |  |                        |  |
|                            |                    | Oddone di Savoia      | Umberto I Biancamano     |  |  |       |  |  |                      |  |  |                        |  |
|                            |                    | Oddone di Savoia      | Ancilla d'Aosta          |  |  |       |  |  |                      |  |  |                        |  |
| Berta di Savoia            |                    | Oddone di Savoia      |                          |  |  |       |  |  |                      |  |  |                        |  |
|                            |                    | Adelaide di Susa      | Olderico Manfredi II     |  |  |       |  |  |                      |  |  |                        |  |
|                            |                    | Adelaide di Susa      | Olderico Manfredi II     |  |  |       |  |  |                      |  |  |                        |  |
|                            |                    | Adelaide di Susa      | Berta di Milano          |  |  |       |  |  |                      |  |  |                        |  |
|                            |                    | Adelaide di Susa      |                          |  |  |       |  |  |                      |  |  |                        |  |